# Friedrich Rinne
Friedrich Wilhelm Berthold Rinne (Osterode am Harz, 16 marzo 1863 – Friburgo in Brisgovia, 12 marzo 1933) è stato un mineralogista e cristallografo tedesco.

## Biografia
Dal 1880 studiò scienze naturali all'Università di Göttingen, dove fu allievo di Adolf von Koenen. Dopo aver ricevuto la sua abilitazione, fu docente a Göttingen (1885-1887) e all'Università di Berlino (1887-1894), e dal 1894 in poi, fu professore di mineralogia e geologia all'Università tecnica di Hannover. Dopo brevi soggiorni presso le università di Königsberg e Kiel, ottenne la cattedra di mineralogia all'Università di Lipsia (1909). Dopo il suo ritiro nel 1928, fu nominato professore onorario presso l'Università di Friburgo.
Presso l'Università di Friburgo, fondò la Friedrich-Rinne-Stiftung, una fondazione che fornì assistenza agli studenti di mineralogia a Göttingen e Friburgo.
È ricordato per la sua applicazione di tecniche quantitative fisico-meccaniche e fisico-chimiche alle geoscienze. Fu tra i primi scienziati a utilizzare i raggi X nell'analisi strutturale dei minerali. Fu influenzato da Hendrik Enno Boeke e Jacobus Henricus van't Hoff; fondò la disciplina della Salzpetrographie (petrografia salina). Nel 1909 il minerale "rinneite" fu nominato in suo onore.

## Opere
- Elementare anleitung zu kristallographisch-optischen untersuchungen, vornehmlich mit hilfe des polarisationsmikroskops, 1912.
- Gesteinskunde für studierende der naturwissenschaft, forstkunde und landwirtschaft, bauingenieure, architekten und bergingenieure, 1914.
- Einführung in die kristallographische Formenlehre und elementare Anleitung zu kristallographisch-optischen sowie röntgenographischen Untersuchungen, 1922.[6]